# 托马斯·莫根施特恩
托马斯·莫根施特恩（德語：Thomas Morgenstern，1986年10月30日—），奥地利男子跳台滑雪运动员。他曾代表奥地利参加2006年、2010年和2014年冬季奥林匹克运动会跳台滑雪比赛，获得三枚金牌和一枚银牌。